# Olympiakos Syndesmos Filathlōn Peiraiōs 2016-2017 (pallavolo femminile)
Questa voce raccoglie le informazioni riguardanti l'Olympiakos Syndesmos Filathlōn Peiraiōs nelle competizioni ufficiali della stagione 2016-2017.

## Organigramma societario
Area direttiva
- Presidente: Michalīs Kountourīs
- Team manager: Nicos Katsiouras

Area tecnica
- Allenatore: Branko Kovačević
- Allenatore in seconda: Spyridon Sarantitīs

Area sanitaria
- Medico: Giōrgos Tsikourīs
- Fisioterapista: Akīs Stratakīs, Elena Zervakakī, Giōrgos Glakousakīs

## Rosa
| N° | Nome                   | Ruolo | Data di nascita   | Nazionalità sportiva |
| -- | ---------------------- | ----- | ----------------- | -------------------- |
| 1  | Katerina Giōta         | C     | 7 giugno 1990     | Grecia               |
| 3  | Afroditī Giōta         | C     | 3 dicembre 1999   | Grecia               |
| 4  | Ana Lazarević          | S     | 4 luglio 1991     | Serbia               |
| 6  | Nadzeya Malasai        | S     | 14 dicembre 1990  | Bielorussia          |
| 7  | Geōrgia Lamprousī      | C     | 27 gennaio 1993   | Grecia               |
| 8  | Elena Milentigievits   | S     | 15 giugno 1999    | Grecia               |
| 9  | Kōnstantina Vlachakī   | S     | 8 maggio 1995     | Grecia               |
| 10 | Areta Konomī           | L     | 31 gennaio 1989   | Grecia               |
| 11 | Zenia Tsima            | S     | 17 maggio 1986    | Grecia               |
| 12 | Eirīnī Kokkinakī       | L     | 6 giugno 1996     | Grecia               |
| 14 | Stylianī Christodoulou | P     | 19 luglio 1991    | Grecia               |
| 15 | Saskia Hippe           | O     | 16 gennaio 1991   | Germania             |
| 16 | Aretī Teza             | P     | 3 aprile 1980     | Grecia               |
| 17 | Maria Mikelī           | P     | 11 luglio 2000    | Grecia               |
| 18 | Melina Emmanouīlidou   | C     | 18 settembre 1994 | Grecia               |
| 20 | Olga Zampatī           | S     | 27 marzo 2000     | Grecia               |